# نولان اسمیت
نولان اسمیت (انگلیسی: Nolan Smith؛ زادهٔ ۲۵ ژوئیهٔ ۱۹۸۸) بازیکن بسکتبال اهل ایالات متحده آمریکا است.
از باشگاه‌هایی که در آن بازی کرده‌است می‌توان به بسکتبال مردان دوک بلو دولز و پورتلند تریل بلیزرز اشاره کرد.